# Perizoma promptata
Perizoma promptata är en fjärilsart som beskrevs av Rudolf Püngeler 1909. Perizoma promptata ingår i släktet Perizoma och familjen mätare. Inga underarter finns listade i Catalogue of Life.